# Dauro Löhnhoff Dorea

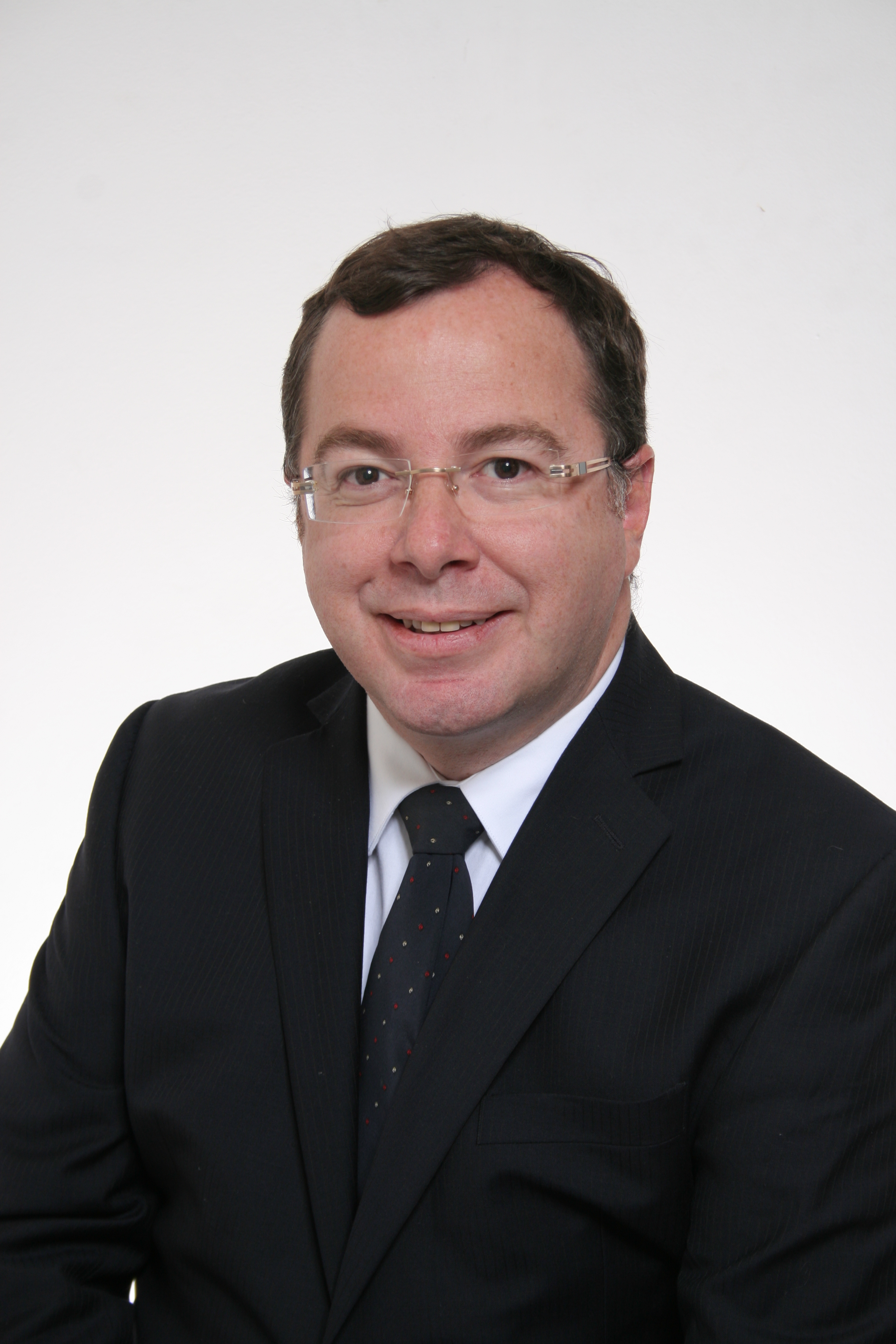
Dauro Lohnhoff Dorea

Dauro Löhnhoff Dorea (Berlim, 24 de outubro de 1966), é um advogado, árbitro, consultor e empresário brasileiro de origem alemã..  

## Carreira
No Brasil, Dauro foi co-fundador do Capítulo paulista da Inter-american Bar Association (IABA-FIA), e da Associação Brasileira de Arbitragem, nesta última ocupando o cargo de presidente do Comitê de Disciplina e Ética durante um triênio. Foi diretor jurídico da Câmara Russa de Indústria e Comércio e juiz-auditor do Tribunal de Justiça Desportiva da Federação Paulista de Futebol durante quatro mandatos.  Eleito membro do Comitê de Direito das Comunicações, da Secção Paulista da Ordem dos Advogados do Brasil.
Em 2003, Dauro Löhnhoff Dorea representando 15.000 empresas do setor de distribuição e cargas, desafiou no Supremo Tribunal Federal o monopólio postal da Empresa Brasileira de Correios e Telégrafos - ECT.  Por conta desta ação, milhares de empresários nacionais do setor de distribuição e transporte de encomendas conseguiram segurança jurídica para conhecer os limites entre a atividade privada e o serviço público.
Em 2008, a Federação Paulista de Futebol, o condecorou com a Medalha do Mérito Desportivo pelos relevantes serviços prestados ao desporto nacional.
Humanista por formação, Dorea é aguerrido defensor da livre iniciativa, do empreendedorismo, da livre expressão da consciência e do respeito às diversidades.  Nos artigos publicados ou mesmo em suas palestras em seminários, fica clara a sua tendência liberal para a economia.  Dorea sustenta que o Estado deve ater-se apenas a regular o mercado e atuar somente em assuntos da administração pública.
Dorea cooperou com o Ministério do Trabalho e Emprego para a criação da Classificação Brasileira de Ocupações e em 2004 interveio a favor do Governo do Estado do Mato Grosso junto ao Ministério da Agricultura da Federação Russa (Minselkhoz) para a revisão do acordo sanitário entre os dois países (Brasil e Rússia), como forma de resolver o embargo da carne exportada.
Em 2021, publicou o capítulo "O Compliance como Ferramenta de Mitigação de Riscos" na obra "Fundamentos da Análise de Risco Parametrizada 2.0", publicado pela Câmara Brasileira do Livro.